# داركو ماتيتش
داركو ماتيتش (بالكرواتية: Darko Matić)‏ هو لاعب كرة قدم كرواتي في مركز الدفاع، ولد في 26 سبتمبر 1980 في Domaljevac-Šamac ‏ في البوسنة والهرسك. لعب مع نادي بكين سينوبو غوان ونادي تشانغتشون ياتاي ونادي تيانجين تيدا ونادي ثون.

## وصلات خارجية
- داركو ماتيتش على موقع قاعدة بيانات كرة القدم.إي يو (الإنجليزية)
- داركو ماتيتش على موقع Soccerway.com (الإنجليزية)
- داركو ماتيتش على موقع عالم كرة القدم.نت (الإنجليزية)